# Šandrovac
Šandrovac est un village et une municipalité située dans le comitat de Bjelovar-Bilogora, en Croatie. Au recensement de 2001, la municipalité comptait 2 095 habitants, dont 84,39 % de Croates et 8,07 % de Serbes ; le village seul comptait 851 habitants.

## Localités
La municipalité de Šandrovac compte 7 localités :
- Jasenik
- Kašljavac
- Lasovac
- Lasovac Brdo
- Pupelica
- Ravneš
- Šandrovac